# Daniel Ortega
José Daniel Ortega Saavedra (La Libertad, 11 november 1945) is een Nicaraguaans socialistisch politicus, revolutionair en dictator. Sinds 2007 is hij president van zijn land, een functie die hij ook vervulde tussen 1985 en 1990. Hij staat sinds 1979 aan het hoofd van het Sandinistisch Nationaal Bevrijdingsfront (FSLN).

## Verzetsstrijder
In 1963 werd hij lid van het FSLN, dat streed tegen de dictatuur van de familie Somoza. Van 1967 tot 1974 zat hij gevangen en daarna vluchtte hij naar Cuba. In 1976 keerde hij terug naar Nicaragua.
Na de val van Anastasio Somoza Debayle in 1979 nam hij zitting in het Comité van Nationale Wederopbouw. In dat comité kreeg het FSLN steeds meer de overhand, waardoor enkelen, onder wie Violeta Barrios de Chamorro, het comité verlieten. Hoewel bekritiseerd wegens mensenrechtenschendingen, waren de sandinistische ontwikkelingsprogramma's populair onder de bevolking. Tegenstanders van de sandinisten namen hun toevlucht tot terreur. Deze Contra's werden gesteund door de Verenigde Staten, die bang waren dat Nicaragua een springplank zou worden voor het communisme op het Amerikaanse continent. Het Internationaal Gerechtshof heeft de Verenigde Staten destijds veroordeeld voor haar steun aan de Contra's.

## President
In 1984 werden er voor het eerst verkiezingen gehouden, die Ortega met 63% van de stemmen wist te winnen. Op 10 januari 1985 werd hij president. Hoewel de verkiezingen volgens internationale waarnemers eerlijk waren verlopen, beschuldigden Ortega's tegenstanders hem van verkiezingsfraude.
In 1990 verloor hij de verkiezingen aan een verbond van politieke partijen geleid door Violeta Barrios de Chamorro. Hij bleef wel voorzitter van het FSLN en deed in 1996 en 2001 vergeefs pogingen tot president gekozen te worden. In die tijd (1998) kwam hij in opspraak toen Zoilamerica Narvaez, dochter van Ortega's echtgenote Rosario Murillo, hem beschuldigde van seksueel misbruik sinds haar elfde jaar.
In november 2006 werd Ortega weer tot president gekozen. In de eerste ronde versloeg hij de conservatief Eduardo Montealegre met een verschil dat groot genoeg was om een tweede ronde te voorkomen. Hij werd in januari 2007 ingehuldigd. Tijdens de verkiezingscampagne van 2006 riep de Amerikaanse regering onder leiding van George Bush de Nicaraguanen nog op niet op Ortega te stemmen.
In 2011 werd hij herkozen. Zijn tegenkandidaat, Fabio Gadea, sprak van verkiezingsfraude. Verkiezingswaarnemers van de Organisatie van Amerikaanse Staten (OAS) meldden problemen bij de toegang tot stemlokalen en een binnenlandse waarnemersgroep zegt 600 klachten te hebben ontvangen over onregelmatigheden.
De links-populistische Ortega is vooral populair onder de armen en hij initieerde diverse sociale programma's gericht op armoedebestrijding. Deze programma's worden deels door Venezuela gefinancierd. Critici klagen over een totaal gebrek aan transparantie bij de uitgaven van deze fondsen en beschuldigen Ortega ervan kiezers te kopen.
In 2014 werd de grondwet gewijzigd waardoor een derde ambtstermijn voor president Ortega mogelijk werd. De grondwettelijke limiet van maximaal twee ambtstermijnen verviel. De oppositie zag deze stap als een bedreiging van de democratie terwijl de sandinisten een stabiele regering voorstaan om de problemen van het land op te lossen. De voorwaarde om minimaal 35% van de stemmen te halen om tot president te worden verkozen werd ook geschrapt.
In 2016 werd hij nogmaals herkozen met meer dan 70% van de stemmen. Hij versloeg daarmee zijn liberale tegenstander Maximino Rodriguez. In de aanloop naar de verkiezingen twijfelde niemand eraan dat hij opnieuw zou winnen, doordat hij op slinkse wijze oppositiepartijen probeerde te ontdoen van hun leiders. Tegenstanders spraken wederom van verkiezingsfraude. Verder beschuldigen zij Ortega van het opzetten van een familiedictatuur omdat hij belangrijke ministerposten aan familieleden geeft. Ortega’s woordvoerder én echtgenote Rosario Murillo werd benoemd tot vice-president. Critici noemen dit het begin van de Ortega-dictatuur.
In april 2018 waren er de grootste antiregeringsprotesten sinds Ortega in 2007 aantrad. Op 16 april had Ortega – onverwacht - een pakket maatregelen aangekondigd. De sociale premies werden verhoogd en de uitkeringen verlaagd om het noodlijdende socialezekerheidsstelsel betaalbaar te houden. In het land braken protesten uit die hard werden neergeslagen waarbij 27 dodelijke slachtoffers vielen. Nog geen week later trok hij het omstreden decreet weer in, maar de protesten bleven doorgaan ditmaal tegen het overheidsgeweld en tegen zijn autoritaire regeerstijl. Op 19 juni, twee maanden na de eerste onlusten, zijn meer dan 220 personen bij de protesten om het leven gekomen. De kerk had zich opgeworpen om partijen bij elkaar te brengen, maar heeft dit opgegeven nadat de regering een eerdere toezegging voor onafhankelijke buitenlandse toezichthouders heeft ingetrokken.
In november 2021 werd Ortega herkozen voor een vierde termijn van vijf jaar met 75% van de stemmen en een opkomst van 65%, aldus het officiële kiesbureau. Een oppositiegezind waarnemersbureau, Urnas Abiertas, schatte de opkomst op minder dan 20% aan de hand van gegevens van 1450 niet-toegelaten waarnemers in 563 stembureaus. Buitenlandse waarnemers uit de Verenigde Staten en de Europese Unie zijn geweerd evenals buitenlandse journalisten. In aanloop op deze verkiezingen zijn zeven presidentskandidaten gearresteerd op vage beschuldigingen, van persvrijheid is geen sprake omdat de media in handen zijn van het regime en kritische journalisten worden bedreigd.
- Biblioteca Nacional de España: XX4615908
- Bibliothèque nationale de France: cb121912875 (data)
- Gemeinsame Normdatei: 119055112
- International Standard Name Identifier: 0000 0001 1771 8535
- Library of Congress Control Number: n83179398
- National Archives and Records Administration: 10569681
- Nationale Bibliotheek van Tsjechië: js20061110021
- Nationale Bibliotheek van Israël: 987007344983205171
- Nationale Bibliotheek van Polen: a0000003592866
- Nederlandse Thesaurus van Auteursnamen: 128536047
- SNAC: w63g8fv6
- Système universitaire de documentation: 03051360X
- Virtual International Authority File: 79074940
- WorldCat: E39PCjy7YhbJHg4yyYqjbCHvjK